# Elachistocleis haroi
Espèce
Elachistocleis haroi est une espèce d'amphibiens de la famille des Microhylidae.

## Répartition
Cette espèce est endémique de la province de Jujuy en Argentine.

## Étymologie
Cette espèce est nommée en l'honneur de José Gustavo Haro.

## Publication originale
- Pereyra, Akmentins, Laufer & Vaira, 2013 : A new species of Elachistocleis (Anura: Microhylidae) from north-western Argentina. Zootaxa, no 3694, p. 525-544.